# Ninlil
Ninlil o Sud per gli antichi sumeri era la dea o signora del vento e sposa di Enlil, figlia di Haia e Nunbarsegunu o Ninshebargunnu. Il suo nome era Sud, ma quando si unì a Enlil cambiò in Ninlil. A volte è menzionata come figlia di An e Nammu. Viveva in Dilmun e secondo quello che racconta il testo di "Enlil e Ninlil", fu violentata da Enlil quando si bagnava nuda nel fiume. È identificata con la dea assira Mulliltu.